# Robert Haul
Robert Haul (* 31. Mai 1912 in Hamburg; † 16. Januar 2000 in Hannover) war ein deutscher Physikochemiker und Hochschullehrer.

## Leben
Robert Haul studierte Chemie an der Technischen Hochschule Braunschweig. Im Sommersemester 1931 wurde er dort Mitglied des Corps Teutonia-Hercynia. Von 1937 bis 1945 war er wissenschaftlicher Mitarbeiter am Kaiser-Wilhelm-Institut für physikalische Chemie und Elektrochemie in Berlin-Dahlem. 1938 wurde er an der Technischen Hochschule Berlin zum Dr.-Ing. promoviert. 1942 habilitierte er sich in Prag bei Johann Böhm. Von 1943 bis 1945 lehrte er als Privatdozent an der Deutschen Technischen Hochschule Prag Physikalische Chemie.
Nach dem Zweiten Weltkrieg war er zunächst Gastwissenschaftler im Institut für Physikalische Chemie der Universität Hamburg. 1947 habilitierte er sich an die Universität Hamburg für das Fach Allgemeine Chemie um. Rückwirkend vom 1. Oktober 1946 bis 11. Mai 1954 war er am Chemischen Staatsinstitut Hamburg Wissenschaftlicher Assistent für Anorganische Chemie. Zum Wintersemester 1949 ließ er sich beurlauben und wechselte an das südafrikanische National Chemical Research Laboratory in Pretoria.
1956 kehrte er nach Deutschland zurück, zunächst als außerordentlicher Professor, ab 1962 als ordentlicher Professor am Institut für Physikalische Chemie der Universität Bonn. 1964 wurde er als Nachfolger von Rudolf Suhrmann auf den Lehrstuhl für Physikalische Chemie und Elektrochemie der Universität Hannover berufen. Durch die durch Haul veranlasste Erweiterung des Lehrkörpers wurde der Lehrstuhl für Physikalische und Elektrochemie in einen Lehrstuhl für Clusterchemie, den er bis zu seiner Emeritierung im Jahre 1978 innehatte, und einen Lehrstuhl für Festkörperchemie, auf den der spätere Nobelpreisträger Gerhard Ertl berufen wurde, aufgespalten.
Schwerpunkte seiner wissenschaftlichen Arbeiten waren Festkörperforschung, katalytische Prozesse und Reaktion von Atomen auf Festkörperoberflächen von Oxiden einhergehend mit der Bestimmung der zur Beschreibung dieser Prozesse und Reaktionen erforderlichen Adsorptionskinetiken.
Zu seinen Habilitanden gehörten die späteren Professoren und Lehrstuhlinhaber Bruno Boddenberg, Lehrstuhl für Physikalische Chemie an der Technischen Universität Dortmund (1977–2003), Thomas Dorfmüller, Lehrstuhl für Physikalische Chemie an der Universität Bielefeld (1973–1993), Wolfgang Göpel, Lehrstuhl für Physikalische Chemie an der Universität Tübingen (1983–1999), und Hasso Moesta, Lehrstuhl für Physikalische Chemie an der Universität Saarbrücken (1970–1991). Seit 1972 war er Mitglied der Braunschweigischen Wissenschaftlichen Gesellschaft.
Nach Angabe der tschechischen Historikerin Milena Josefovičová war Haul seit 1. März 1933 Mitglied der NSDAP (Mitglieds-Nr. 1.521.296).

## Schriften
- Die Oxydation von Eisenaerosolen, 1938
- Messung der Oberflächendiffusion adsorbierter Molekeln. In: Angewandte Chemie 62. Jahrgang, S. 10–16, 1950
- Deuterium-Austausch zwischen Wasserstoff und flüssigem Ammoniak mit Kaliumamid als Katalysator. In: Chemie-Ingenieur-Technik. 33. Jahrgang, 1961
- Kinetics of isotope exchange between hydrogen and liquid ammonia on heterogeneous catalysts. In: Journal of catalysis. Vol. 1, 1962
- Selbstdiffusion in flüssigem Ammoniak. In: Zeitschrift für Naturforschung, 1964
- Das Portrait: Friedrich Berguis (1884–1949). In: Chemie in unserer Zeit, Band 19, Heft 2, S. 59–67, April 1985